# Kawasaki Steel
Kawasaki Steel Corporation (abrégé Kawatetsu) est une ancienne entreprise sidérurgique japonaise, fondée en 1950 à partir des activités sidérurgiques de Kawasaki Dockyard. L'entreprise disparaît en 2002 lors de sa fusion avec la branche sidérurgique de NKK, pour former JFE Holdings.

## Histoire
La Kawasaki Steel Corporation tire ses origines de la Kawasaki Dockyard. L'histoire de cette dernière commence en avril 1878, lorsque les chantiers navals de la baie de Tokyo sont fondés par l'entrepreneur Kawasaki Shōzō. En octobre 1896, les chantiers navals déménagent à Kobe et deviennent les Kawasaki Dockyard Co., Ltd.
L'industrialisation du Japon, ainsi que son expansionnisme, alimentent alors la construction navale qui connait une croissance soutenue. L'entreprise investit alors dans des activités métallurgiques afin de sécuriser ses approvisionnements : au début du XXe siècle, des laminoirs et des fonderies sont construits. En 1917, les Fukuai works sont démarrés, produisant des tôles larges et épaisses destinées à la construction navale. Puis, à la fin de la Première Guerre mondiale, l'entreprise se diversifie sur la consommation intérieure. En 1924 les Hanshin works produisent ainsi le premier lot japonais de tôles fines d'acier.
Pendant les années 1930, la Kawasaki Dockyard croît dans des proportions gigantesques, dopée par l'expansionnisme du Japon Shōwa, qui s'engage dans la guerre en Mandchourie puis dans la guerre du Pacifique. Comme la plupart des industries japonaises, la défaite ruine l'entreprise. La reconstruction sous l'égide des États-Unis se fait sous le principe du démantèlement des zaibatsus,, Kawasaki Heavy Industries faisant partie des 13 zaibatsus secondaires identifiés par les Américains.
Le retrait rapide des activités aéronautiques permet à la Kawasaki Heavy Industries, Ltd. de se concentrer sur la construction mécanique lourde. Mais un directeur japonais, Nishiyama Yatarō, persuade la Kawasaki Heavy Industries de se séparer aussi des activités sidérurgiques pour en faire un ensemble autonome. C'est ainsi que le 7 août 1950, la Kawasaki Steel Corporation est officiellement fondée. À l'origine, l’entreprise ne dispose que d'installations obsolètes et d'aucun haut fourneau : elle doit négocier un approvisionnement en fonte en gueuses qui sont refondues dans des fours Martin-Siemens.
En juin 1953, un premier haut fourneau neuf est mis à feu à Chiba, sur des terrains gagnés sur la mer. En avril 1967, c'est au tour des Mizushima works de bénéficier d'un haut fourneau, étape marquante d'un programme d'investissement dans ce site qui s'est prolongé jusqu'en avril 1973. L'augmentation de capacité des sites s'accompagne d'un usage pionnier de chaque nouvelle technologie disponible. Par exemple, le blooming de Chiba est piloté par ordinateur dès 1962. En 1966, l'entreprise commence la production de poudres de fer.
Au début des années 1970, l'entreprise se préoccupe de sécuriser ses approvisionnements en matière et en énergie. En 1974, elle s'associe avec l'italien Finsider et le brésilien Siderbrás pour former la coentreprise brésilienne Companhia Siderúrgica de Tubarão (CST), spécialisée dans la production de brames. En 1977, l'entreprise commence l'acquisition de la Philippine Sinter Corporation, une mine de fer sur l'île de Mindanao, exportant du minerai de fer aggloméré. Cette stratégie est maintenue au début des années 1980 avec, par exemple, la prise d'une participation dans la California Steel Industries (en) qui est un client naturel des brames produites par CST.
Mais au début des années 1980, un tassement mondial des marchés sidérurgiques, combiné à la hausse des coûts de production, amène l'entreprise à une posture plus défensive et à une restructuration. En 1987, l'entreprise est déficitaire, mais retrouve un bilan positif l'année suivante. Au moment où la restructuration se fait, un programme ambitieux de diversification est mené. D'autres métiers entrent dans l'activité : fabrication d'aimants permanents, de semi-conducteurs, de wafer, de plastiques à renfort de verre, etc. Ces nouveaux segments bénéficient d'un effort de recherche soutenu de la part de la société mère. En 1989, un partenariat limité (en) commence avec le sidérurgiste américain Armco : la Kawasaki Steel prend une participation de 40 % dans cette entreprise américaine en difficulté. L'ensemble devient l'AK Steel Holding (en) (AK correspondant aux initiales respectives d'Armco et Kawasaki) en 1993, et devient coté sous ce nom l'année d'après. Au même moment, Kawasaki Steel abandonne une partie de ces actifs non sidérurgiques.
En 2000, la guerre des prix impulsée par Carlos Ghosn pénalise la rentabilité du secteur. Pour faire face à la crise de resserrement du crédit qui les affecte, NKK et Kawasaki Steel décident de fusionner leurs activités en avril 2001. La fusion est achevée en septembre 2002, avec la naissance de JFE Holdings.

## Organisation

### Direction
Directeurs successifs :
- août 1950 : Nishiyama Yatarō
- juillet 1966 : Ichiro Fujimoto
- juin 1977 : Eiro Iwamura
- juin 1983[1] : Yasuhiro Yagi
- juin 1990 : Shinobu Tosaki
- juin 1995 : Kanji Emoto (ja)
- juin 2001 : Sudo Fumio (ja)

### Sites industriels

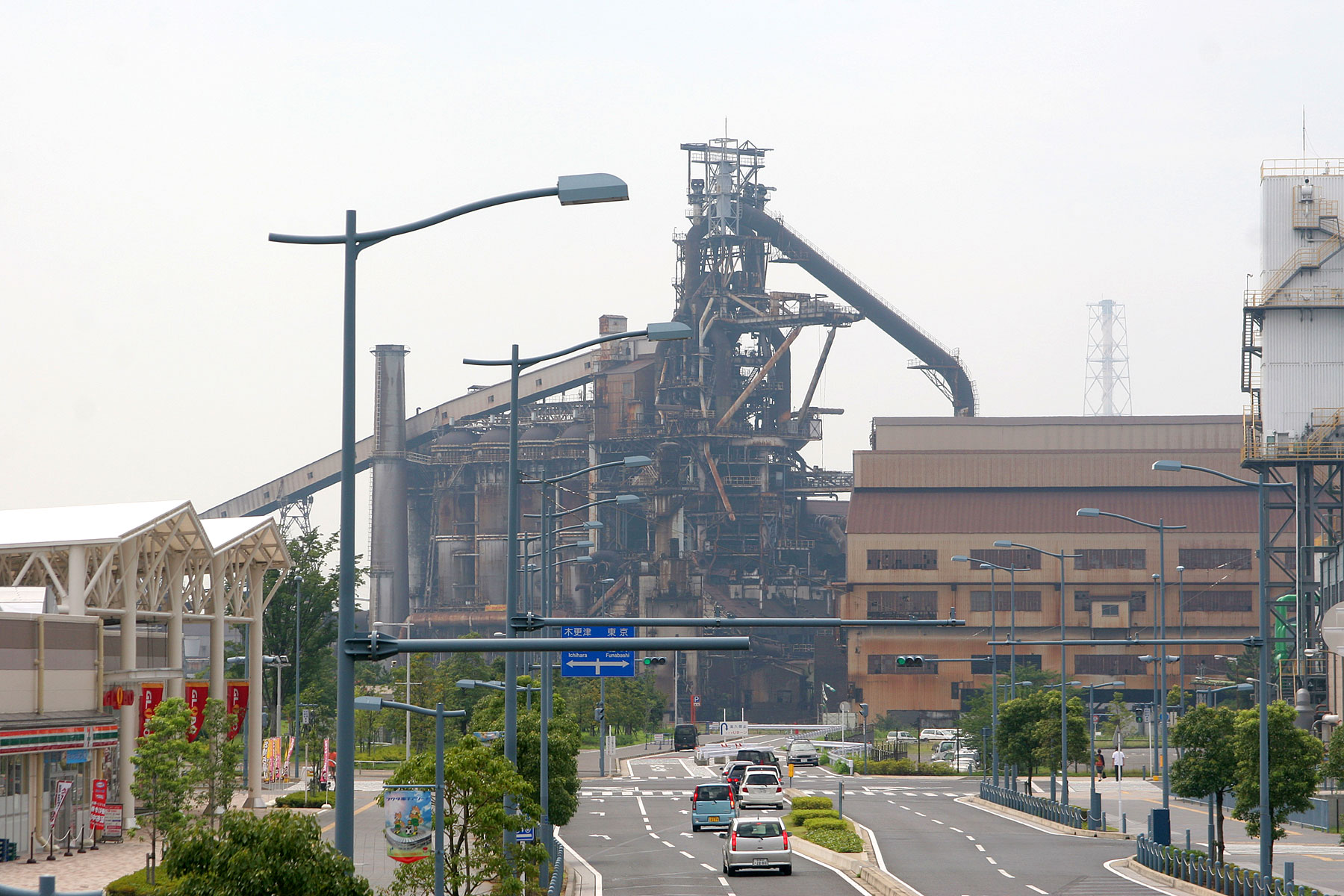
Haut fourneau 5 de Chiba en 2009.

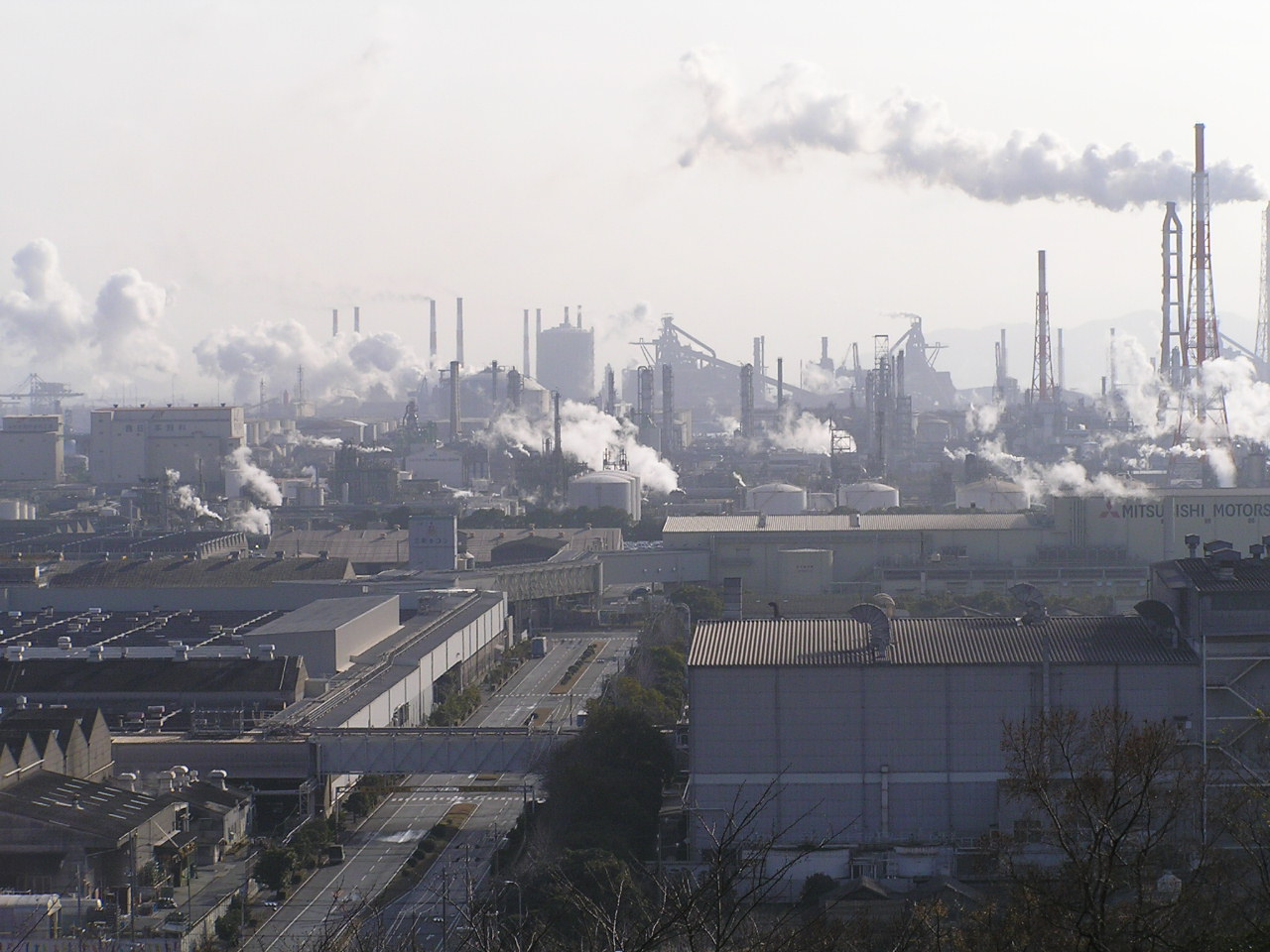
L'usine de Mizushima, qui se détache en arrière-plan de la zone industrielle.

- Usine de Chiba (Chiba Works), Chiba, préfecture de Chiba

- Usine sidérurgique intégrée construite en 1951, alimentée par des hauts fourneaux. Elle produits des aciers plats au carbone nus, galvanisés à chaud ou étamés. La tôle est commercialisée sous la forme de tôle forte (des plaques, jusqu'en 1987) jusqu'à la tôle fine. À partir de 1991, le site est devenu capable de produire des tôles en acier inoxydable.
Après la création de JFE Steel, l'usine a été fusionnée avec les Keihin Works de NKK, pour constituer l'usine sidérurgique de l'est du Japon, site de Chiba (East Japan iron and steel Works Chiba-site).
- Usine de Mizushima (Mizushima Works), Kurashiki, préfecture d'Okayama
Usine sidérurgique intégrée construite en 1961, alimentée par des hauts fourneaux. Elle produits des aciers plats aussi bien que des produits longs au carbone. Il produit des barres et des bobines nues ou galvanisées à chaud, des aciers électriques (depuis 1990). Par ailleurs, depuis 1969, l'usine produit des produits en acier forgé et moulé (jusqu'en 1988) en raison du transfert de cette activité de l'usine de Hyogo.
Après la création de JFE Steel, l'usine a été fusionnée avec les Fukuyama Works de NKK, pour constituer l'usine sidérurgique de l'ouest du Japon, site de Mizushima (West Japan iron and steel Works Mizushima-site).
- Usine de Chita (ja) (Chita Works), Handa, préfecture d'Aichi
Usine de tubes construite en 1943 comme une grande usine intégrée. Elle a été rapidement recentrée sur la production des rouleaux et moules destinés aux usines de la Kawasaki Steel. Apparue en 1961, la production de tubes y est devenue de plus en plus importante.
Initialement, elle s'appelait Chita Factory, mais en 1979, elle a été rebaptisée Chita Works. Cette appellation perdure après la création de JFE Steel.
- Usine de Nishinomiya, Nishinomiya, préfecture de Hyōgo
Usine d'aciers spéciaux fondée en 1939. En 1962, elle commence la production de tôles en acier inoxydable, qui devient rapidement la production exclusive. En 1981, le four électrique est arrêté et l'usine se concentre sur le laminage de l'acier inoxydable fourni par l'usine de Chiba. En 1979, une réorganisation l'intègre aux Hanshin works mais, en mars 1994, l'usine est rattachée au site de Chiba.
Après la création de JFE Steel, l'usine fait partie de la division East Japan iron and steel Works Chiba-site[8].
- Usine de Fukiai, Fukiai-ku (en), Kobe, préfecture de Hyōgo
Usine de tôles pour construction navale fondée en 1917. Son importance diminue fortement avec la construction de l'usine de Chiba, et seules les tôles en acier électrique y restent produites dans les années 1970. Cette production est transférée à l'usine de Mizushima dans les années 1990, ce qui entraîne l'arrêt définitif de l'activité en décembre 1995. Auparavant, à la suite de la disparition des Hanshin works en mars 1994, l'usine avait été brièvement incorporée à celle de Mizushima, distinguée par le suffixe « district de Kobe ».
L'ancien site industriel a été réaménagé en zone résidentielle nommée HAT Kobe (ja) (Happy Active Town Kobe).
- Usine de Hyogo, Hyōgo-ku, Kobe, préfecture de Hyōgo
Usine fondée en 1907. Elle est la plus ancienne usine sidérurgique de Kawasaki Dockyard, et est donc à l'origine de Kawaski Steel. Dotée d'un four électrique et d'un convertisseur Martin-Siemens, elle fabrique à l'origine des pièces moulées ou forgées, ainsi que des barres d'acier. Son obsolescence amène, à partir de juillet 1969, au transfert des activités vers l'usine de Mizushima, avant sa fermeture définitive en août 1971.
L'usine de Hyogo de Kawasaki Heavy Industries, qui partage les mêmes origines, continue de fonctionner à cet endroit.
- Usine de Kuji, Kuji, préfecture d'Iwate,
L'usine fondée en 1939 afin de produire de la fonte brute et gueuses. Elle exploite aussi deux petit fours rotatifs de réduction directe afin de produire du minerai de fer préréduit, par la fusion de sable ferrugineux grâce au procédé Krupp-Renn. Fermée en septembre 1967[9].
- Usine de Iho, Takasago, préfecture de Hyōgo
Fondée en 1943 afin de produire des grosses pièces forgées, l'usine a été démantelée en 1954. Elle n'a jamais réussi à démarrer à cause de la pénurie de matériau pendant la guerre.